# ادبیات مهجر

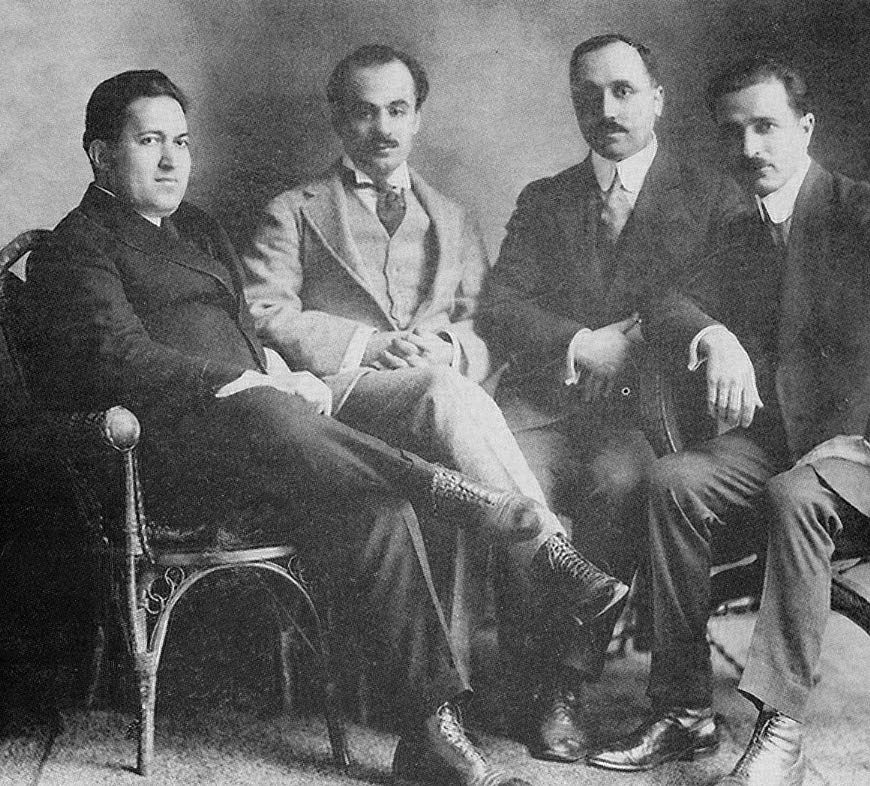
میخائیل نعیمه، عبدالمسیح حداد، جبران خلیل جبران و نسیب عریضه

ادبیات مَهجَر (عربی: أدب المهجر‎) ادبیات است که با ادبیات مهاجران از کشورهای لبنان، سوریه و فلسطین به آمریکا در اوایل قرن بیستم شکل گرفت.

## بنیان‌گذاران
- جبران خلیل جبران
- نسیب عریضه
- میخائیل نعیمه
- امین ریحانی
- عبدالمسیح حداد
- ایلیا ابوماضی